# FRAND-patent
FRAND-patent (från engelskans fair, reasonable, and non-discriminatory terms) är patent och tillverkningslicenser som är öppna för alla tillverkare att använda till rättvis och rimlig licenskostnad, utan handelshinder. FRAND-patent ingår ofta i öppna standarder, och krävs ofta av standardiseringsorgan för medlemmar som bidrar till standardiseringsprocessen. Standardiseringsorgan är de industrigrupper som skapar standarder för olika industrier för att säkerställa kompatibilitet och möjlighet att samköra utrustning utvecklad av olika företag.

## Översikt
Standardiseringsorgan har vanligtvis regler som styr över ägandeskap till de patenträttigheter som är en del av de standarder de antar. En av de vanligaste reglerna är att ett patent som ingår i en standard måste antas på "rättvisa, resonliga och icke-diskriminerande termer" (FRAND).
Standardiseringsorgan inkluderar detta åtagande i deras stadgor som ett sätt att förstärka konkurrensfrämjandet inom deras industri. Syftet är att förhindra medlemmar att utnyttja monopolistiska fördelar från att ha deras immaterialrätter inkluderade i industristandarden. När ett företag erbjuder ett FRAND-patent så måste de erbjuda det till vemsomhelst, inte bara medlemmar av deras industriorganisation. Utan detta åtagande skulle medlemmarna kunna använda monopolkraften som ingår i en standard för att införa orättvisa, oresonliga och diskriminerande licenstermer som skulle skada konkurrensen och förstärka deras position.

## Definitioner
Även om det inte finns några legala företräden som beskriver vad termerna betyder så kan de tolkas från intyg som getts av personer som professor Mark Lemley från Stanford University att de individuella termerna betyder som följer:
Rättvisa relaterar huvudsakligen till de underliggande licenstermerna. Kommande från anti-kartell- och konkurrenslagstiftningen, rättvisa termer betyder termer som inte är konkurrenshämmande eller som skulle finnas olagliga om de skulle införas av ett dominerande bolag inom sin marknad.
Resonliga refererar huvudsakligen till licenstaxorna. Dessa ska utformas så de inte innebär en oresonlig totalkostnad för industrin, eller där man har ett system där man har ett resonligt licenspaket samtidigt som man har oresonligt prissatta mindre paket. Alla licenstaxor måste vara resonliga.
Icke-diskriminerande är relaterat både till termerna och taxorna som inkluderas i licensavtalen. Detta betyder att alla licenstagare måste behandlas lika och med samma avtalstermer, men betyder däremot inte att kostnaderna inte kan ändras beroende på storleken och kreditvärdigheten hos licenstagaren. Detta åtagande är inkluderat för att säkerställa balans mellan konkurrenterna på marknaden samt att nya företag kan komma in på samma grund. Några tolkningar kan också inkludera tidsbaserade licenstermer som när licenstermerna är bättre för de första licenstagarna, eller för de som köper en licens inom ett år från dess tillgängliggörande.
Den mest kontroversiella tvisten i FRAND-patent är om huruvida den resonliga licenstaxan ska inkludera värdet från standardiseringsorganets beslut att införa standarden. En teknik är oftast mer värd efter att den har blivit vida antagen än när den bara är ett alternativ av många. Det finns ett argument som menar att det inte är resonligt att licenstaxan inkluderar värdet av en vida anpassning eftersom det inte reflekterar värdet av tekniken. Å andra sidan så signalerar ju en vida antagning att tekniken är värdefull och att patenthållaren borde belönas för det. Detta blir mer relevant när patentvärdet inte är känt förrän efter att det blivit antagen som en standard.

## Relaterade licensformer
Relaterat till FRAND-patent är FRAND-Z (zero royalty) eller FRAND-RF (royalty free) där ett företag licensierar tekniken utan kostnad, men där licenstagarna fortfarande måste få tillstånd för användandet. Licensgivaren kanske inte tjänar pengar på detta, men kan fortfarande kontrollera användningsområdet och stoppa vissa produkter eller kräva någon form av eftergift.